# Ева Найденова
Геновева Кирилова Найденова, по-известна само като Ева, е българска поп-певица, член на музикалните формации „Тоника“, „Домино“, „Фамилия Тоника“, „Тоника Домини“.

## Биография
Геновева Найденова е родена на 12 октомври 1952 г. в гр. Айтос. Завършва естрадния отдел на Българската държавна консерватория.
Започва музикалната си кариера през 1969 г., когато става част от естрадния оркестър към Културния дом на транспорта, с ръководител Стефан Диомов. Там се среща със съпруга си Георги Найденов – Гого, от когото има син.
През 1971 г. Гого и Ева, заедно с Анастасия Бинчева – Сия и Хари Шерикян (заменен по-късно от Яким Якимов, на свой ред – от Иван Христов – Славея), създават вокалния квартет „Тоника“.  Идеята е да са аналог на италианския квартет „Рики е повери“. С песните си печелят редица награди, сред които:
- II награда на фестивала „Тракийска лира“ през 1972 г.,
- I награда на фестивала „Златният Орфей“ през 1976 г.,
- I награда на фестивала „Бургас и морето“ през 1979 г., и други.

Групата е разформирована през 1980 г.
През 1981 г. Гого, Ева, Иван Христов, Красимир Гюлмезов и Виолета Гюлмезова създават групата „Домино“. През 1985 г. групата печели II награда от конкурса „Кехлибареният славей“ в Сопот, Полша, както и наградите на Полското радио и телевизия и на публиката. През 1986 г. „Домино“ печели II награда на фестивала „Златният Орфей“ и жъне голям успех на дрезденския „Шлагерфестивал“. 
През 1994 г. по-голямата част от вокалистите от „Тоника“, „Домино“ и „Тоника СВ“ се събират, за да направят сборната формация „Фамилия Тоника“. Групата изпълнява много от най-известните шлагери на „Тоника“, „Тоника СВ“ и „Домино“, но създава и нови песни.
През 2014 г. Ева заедно с Виолета и Красимир Гюлмезови създават триото „Тоника Домини“, като издават албум с популярни песни от репертоара на „Тоника“ и нови песни.. През същата година записват и песента „Вместо сбогом“, която е включена в дебютния албум на групата, и е посветена на съпруга на певицата Георги Найденов.
На 25 март 2015 г. се състои голям концерт в зала 1 на НДК на „Тоника Домини“, посветен на Георги Найденов – „Спомен за Гого“, включващ песни от репертоара на „Тоника“, „Фамилия Тоника“, „Домино“ и дует „Шик“. Концертът е и в памет на другия починал певец от група „Тоника“ – Иван Христов. Следват концерти из страната. 
През 2018 г. Ева взима участие в „Черешката на тортата“ и Vip Brother.